# 체셔주

체셔 주의 위치

체셔주(Cheshire)는 잉글랜드의 전례주로 주도는 체스터이며 면적은 2,343km2, 인구는 1,059,271명(2021년 기준), 인구 밀도는 452명/km2이다. 북쪽으로는 머지사이드주와 그레이터맨체스터주, 동쪽으로는 더비셔주, 남쪽으로는 스태퍼드셔주와 슈롭셔주, 서쪽으로는 웨일스와 접한다. 주에서 가장 큰 도시는 워링턴이다. 농업과 제조업이 발달했는데, 치즈의 일종인 체셔가 유명하다.

## 역사
로마 제국은 기원 후 70년 오늘날 체셔주를 정복하고 400년간 지배했다. 로마인들은 주의 어원이 되는 체스터를 건설하고, 현대까지 채굴되고 있는 소금 광산을 개발했다. 
5세기 로마인들이 떠나고 지역은 머시아 왕국의 일부가 되었다. 7세기 데인인들이 침략했지만, 앨프레드 대왕의 지휘 아래 앵글로색슨인들은 그들을 격퇴시켰다. 평화 조약으로 데인인들은 일부 마을에 정착했는데, 이들의 흔적은 지명으로 남아있다. 
체셔는 윌리엄 1세의 잉글랜드 정복에 가장 격렬하게 저항한 곳 중 하나였다. 윌리엄 1세는 반란을 잔인하게 진압하고 땅을 노르만인 기사들에게 나누어 주었다. 전투로 지역이 크게 황폐해져, 1086년의 둠스데이 북은 체셔 대부분이 황무지라고 기록했다. 
17세기까지 노르만인 기사들의 후손들이 체셔의 젠트리가 되어 토지 대부분을 소유하고 지방 정치와 경제를 장악했다. 1642년 잉글랜드 내전이 발발하자 젠트리들은 중립을 선언했지만 체셔의 전략적 가치 때문에 내전을 피하지 못했다. 내전과 뒤이은 군사 통치로 젠트리들의 영향력은 감소했다. 
18세기 말 산업 혁명으로 많은 주민들이 맨체스터와 랭커셔주의 산업 도시들로 이주했다. 남은 농장들은 인클로저로 대형화되었다. 운하와 철도의 건설로 체셔가 영국 전역에 유명해졌고 비단 산업도 발전했다.

## 지리
체셔는 페나인산맥과 웨일스 사이에 있는 체셔 평야에 있다. 체셔 평야는 빙하기 말기 빙하가 후퇴하면서 형성되었다. 
체셔의 일부 지역은 1950년대 그린벨트로 지정되었다. 

## 경제
체셔의 2013년 지역내총생산은 258억 파운드로 잉글랜드의 46개 전례주들 중 14위, 1인당 총생산은 24,830 파운드로 전례주들 중 10위였다.
체셔는 전통적인 농업 중심지로, 목축과 낙농이 발달했다. 2005년 기준 농지 면적은 1558 km²에 달한다.
체셔의 제조업에는 화학공업과 자동차, 항공우주, 식품산업 등이 있다. 로마 시대부터 채굴된 소금 광산은 매년 80만 톤 이상을 생산하며, 지역 화학산업의 기초가 되었다. 광산은 2010넌 타타 그룹이 인수했다. 다른 제조업체에는 이네오스, 벤틀리, 재규어 자동차, 복스홀 자동차, BAE 시스템스 등이 있다.

## 인구
2011년 기준 가장 큰 도시는 워링턴(인구 165,456명)이다. 다른 주요 도시에는 체스터(86,011명) 크루(71,722명), 런콘(61,780명), 위드너스(61,464명)등이 있다.

## 출신 인물
- 조지 말로리
- 루이스 캐럴